# Кредит (освіта)
Кредит (Креди́т ECTS) — одиниця вимірювання навчального навантаження студента, необхідного для здобуття визначених результатів навчання. Становить тридцять академічних годин повного навчального навантаження студента.
Термін «кредит» (Credit) використовується в сучасних європейських системах освіти. (див. Болонський процес, ECTS). Кожна навчальна дисципліна оцінюється певною кількістю залікових одиниць — кредитів, що дає змогу співвіднести і уніфікувати результати навчання, здобуті у різних університетах.
Кредит враховує усі види навчальної роботи студента: аудиторну (лекції, практичні, лабораторні, семінарські заняття), самостійну роботу, виконання курсових робіт, консультації; на випускних курсах — підготовка до атестації, на клінічних і гігієнічних кафедрах — професійна клінічна практична підготовка відповідно до вимог освітньо-професійної програми; складання Єдиного державного кваліфікаційного іспиту («Крок 1», «Крок 2»); виробничу практику тощо. Один навчальний рік, як правило, відповідає 60 кредитам ЄКТС; 1 кредит ECTS  становить 30 навчальних годин студента.